# 占婆
占婆（占語：Campadesa；天城文：चंपा），又稱占波，是占族人于今越南中部地區建立的古国。
该地在中国东汉时期属交州。137年（永和二年）東漢象林縣功曹區連率領占族數千人起兵，攻打象林縣，殺死縣令。隨後佔領了整個日南郡，自稱「林邑王」，该地称为「林邑」。歷史上出現過「占波」、「瞻波」、「擔波」、「⿰禾詹波」等叫法。唐朝中期，該國改名「環王」。
到了9世紀以後，該國開始以「占城」之名，出現在中國和越南的史料之中。占城是梵文“占婆补罗”（Campapura）和“占婆那喝羅”（Campanagara）的简称，其中「pura」、「nagara」是梵文“邑”、“城”的意思。「占城」本是該國對國王居所的稱呼，後來成為中國和越南對該國的稱呼。14世紀時期，該國國勢一度十分強盛，占城國王制蓬峨曾三次率軍攻陷越南陳朝的首都昇龍。但在制蓬峨死後，旋即遭到了越南的反擊，國勢轉衰。1471年，越南後黎朝聖宗皇帝發兵討伐占婆，佔領占婆的首都毘闍耶。從此以後，占婆僅領有南部賓童龍地區，並於1697年成為越南屬下的一個土司。1832年，阮朝的明命帝下令「改土歸流」，正式兼併了賓童龍地區，從此以後，占婆正式滅亡。
占婆在早期大量接受印度文化，信仰以婆羅門教為主，13世紀前後該族人部份改信伊斯蘭教（占族穆斯林今分布在柬埔寨為主）。

## 历史

### 史前時代
占族人的歷史可以追溯到公元前1000年。1909年，法國人M.Vinet在越南廣義省德普县的沙黃發現了古代人類遺址，這一文化遺址所生活的人類即為今日占族人的祖先，該文化的時間約在公元前1000年至公元200年左右，被稱為沙黃文化（Văn hóa Sa Huỳnh）。在沙黃文化的遺址出土大量斧、劍、矛、鐮、刀等鐵器，這些鐵器受到了越南北部東山銅器文化的影響。
在沙黃文化的遺址中，考古學家發現了不少玻璃、寶石、瑪瑙、漢代銅鏡等非當地的物品；而在泰國中部、台灣蘭嶼和菲律賓的巴拉望地區也曾出土過同時代沙黃文化的鐵制耳環，證明了占婆地區早在當時海上貿易就已經十分發達了。
根據越南《嶺南摭怪》的傳說，大約在公元1世紀左右，在占婆地區有一個叫「胡猻精」的國家，其國王名叫「十車王」。。
根據美山聖地發現的碑文記載，占婆王國和真臘吳哥王朝的國王都是印度史詩《摩訶婆羅多》中在十王戰爭中戰敗的俱盧族武將阿奴文陀（Anuvinda）的子孫。

### 建國
在公元2世紀末以前，占婆地區被中國的漢朝置於統治之下，屬交州日南郡。占族人區連是象林縣功曹之子，他趁東漢衰弱之機，於137年在日南郡的象林縣（今順化）率數千人起兵，殺死縣令。交趾刺史樊演徵交趾郡、九真郡之兵前往征討，但漢軍因為害怕遠征而發生嘩變，導致了失敗。漢順帝欲發荊州、揚州、兗州、豫州四萬人馬前去鎮壓，但最終被大臣李固勸止了。從此以後，該地區就從中國獨立了出來，被稱作林邑國。

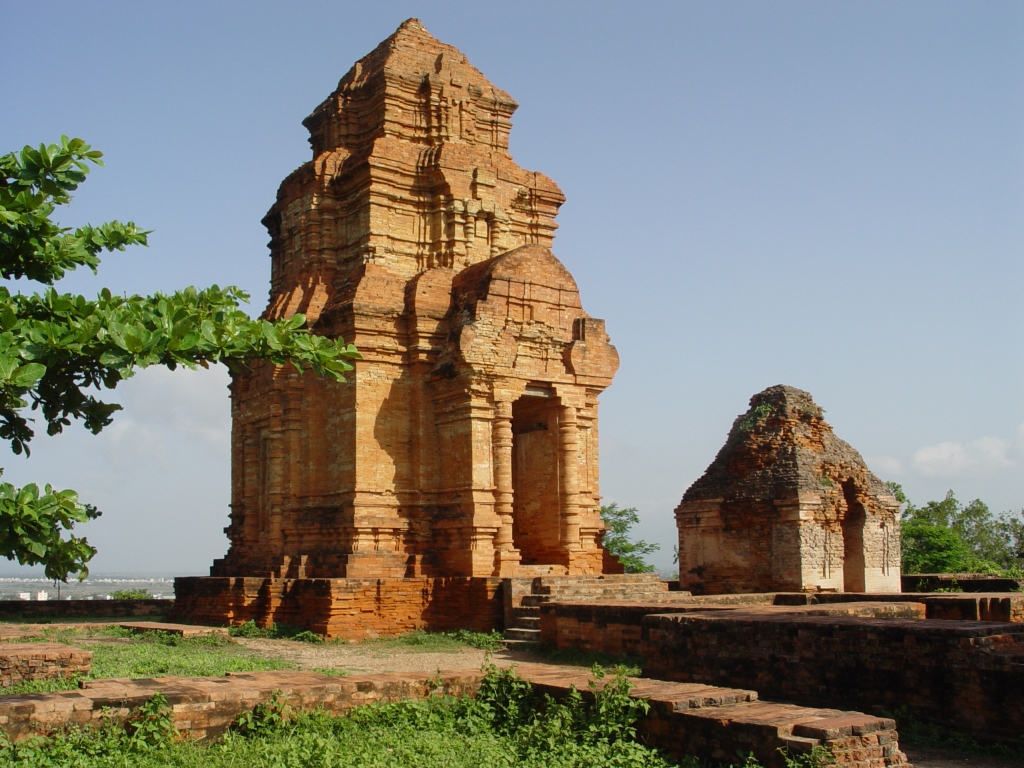
潘切的波沙努塔（Po Sa Nu），可能是現存的歷史最悠久的占婆佛塔。其建築風格受到前吳哥時期高棉文化的深遠影響

由於西臨扶南，新興的林邑國立刻從扶南國中吸收了大量印度文化的元素。諸如婆羅門教信仰以及種姓制度等。婆羅門教成為了林邑的國教。在文化上，林邑國在固有信仰上吸收了婆羅門教文化，形成了富有占婆特色的婆羅門教文化。在語言文字上，林邑國參照了梵語的字母，創立了自己特有的字母——占婆字母。

### 林邑國領土的擴張
在269年，林邑王范熊聯合扶南，興兵侵犯孫吳疆界，佔領了西卷縣。到了范文稱王之時，林邑國再度對外擴張，先後攻滅了大岐界、小岐界、式僕、徐狼、屈都、乾魯、扶單等鄰近的小國，並奉表向東晉朝貢。根據《晉書》的記載，「其書皆胡字」。不久以後，范文又多次進攻晉朝的日南郡和九真郡，並擊敗東晉所派遣的征討軍。此後，林邑國時而向東晉朝貢，時而與東晉持敵對態度，發兵騷擾日南郡、九德郡。
拔陀羅拔摩一世（中文史料稱為范胡達）是第一位在占婆石碑上有記載的國王。他的統治時間大約是公元380年至413年之間。在美山聖地，拔陀羅拔摩一世為婆羅門教神祇濕婆神建立了一個神廟。這個神廟被國王命名為「Bhadresvara」，這個神廟的名字是國王名字「Bhadravarman」和濕婆神名字「Shiva」合二為一的簡稱。將國王的名字後面加上後綴「-esvara」，也就是將國王的名字與濕婆神的名字合二為一作為神廟或林伽的名字，這項制度一直延續到以後的數個世紀。
在拔陀羅拔摩一世統治時期，林邑國的首都是「僧伽補羅」（Simhapura）。該城名字的意思是「獅子之城」，又被中國人稱作「大占海口」或者「林邑浦」，即今日的會安市。該城市為一個港口城市，位於兩條河流的交匯處，由八英尺的城牆圍成。在《隋書·林邑列傳》中，對占族人相貌的描述是「深目高鼻，髮拳色黑。」
林邑王范陽邁即位時，中國正處在南北朝的混亂時期。范陽邁趁機攻打日南、九德等郡。南朝宋派遣檀和之、宗愨討伐林邑國，攻陷了林邑首都。雖然林邑國被打敗，但依然屢次侵犯中國的邊境。到了南朝的後期，林邑國最終完全佔領了日南郡。
林邑國王商菩跋摩（即范梵志）於529年即位。商菩跋摩在位期間，重建了因火而燒毀的Bhadresvara神廟。商菩跋摩在位期間，依舊與中國保持著時而朝貢時而敵對的狀態。605年，隋煬帝遣將軍劉方襲破林邑國都城，「獲其廟主十八枚，皆鑄金為之。」并在林邑故地置比景、海阴、林邑三郡。隋末，范梵志复其故地，遣使謝罪，其后朝贡不绝。唐朝建立以後，范梵志又遣使向唐太宗朝貢。
根據中國史書記載，林邑國在唐朝至德年（758年）之後就改國號為「環王」。中國人把這個國家稱作「占婆」 最早是在公元877年左右。然而，事實上占族人最遲在629年就開始使用「占婆」來稱呼自己的國家，而真臘人則是在657年。

### 環王的崛起

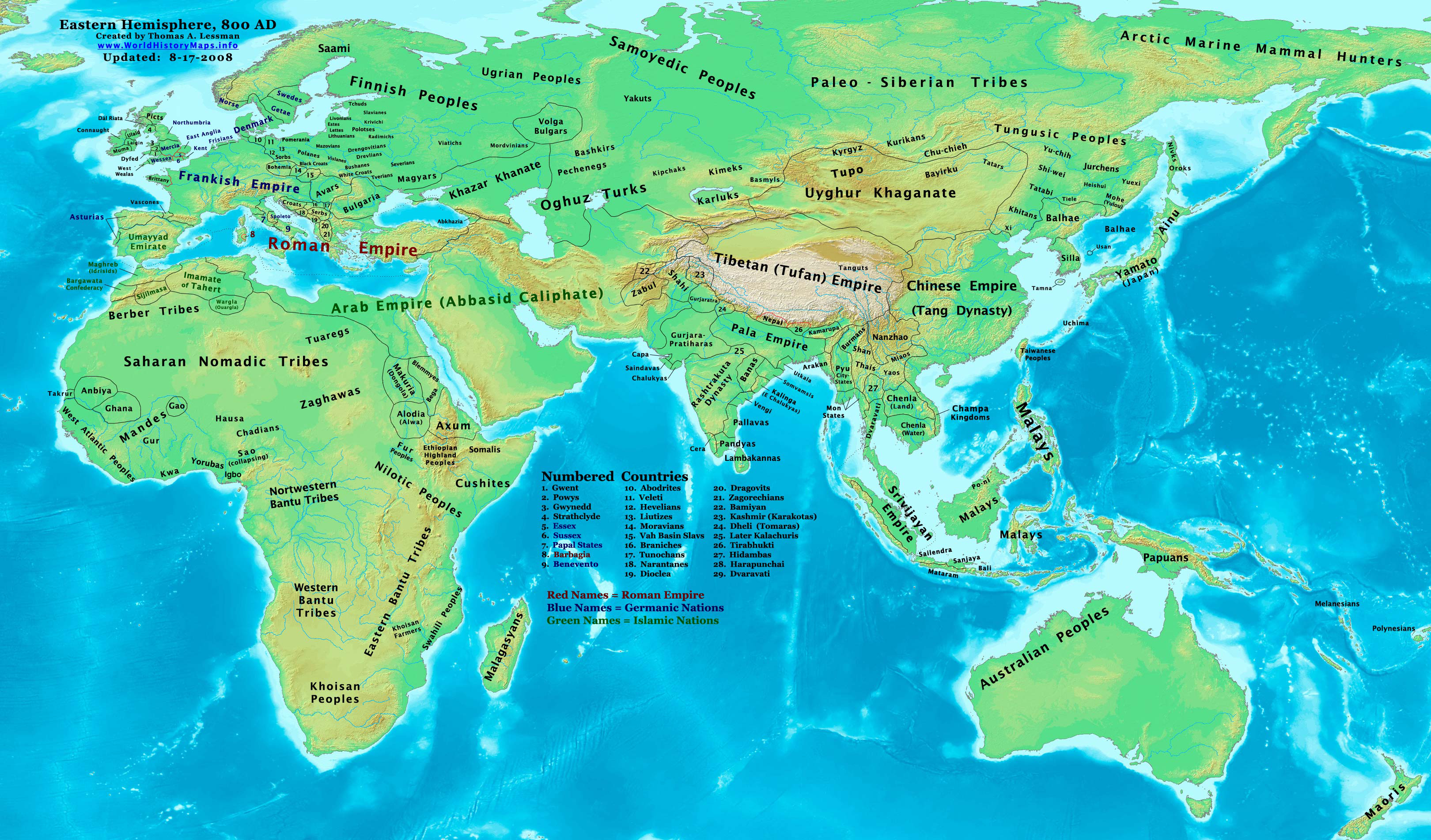
公元800年左右亞洲形勢及環王國所處的位置

7世紀至10世紀之間是占婆國勢最鼎盛的時期。當時中國正處於唐朝的鼎盛時期，對外交往頻繁。而占婆扼守中國通往天竺波羅王朝（今印度東北部）、室利佛逝國（今馬來半島、蘇門答臘以及加里曼丹島西部地區）和黑衣大食的海上要道，立刻成為了海上絲綢之路的重要中轉站，從中獲得了許多利益。
在這段時期裡，占婆主要通過出口鐵器和蘆薈來獲得利潤。與此同時，占婆也會通過襲擊來往商船或對外用兵來獲取利益。例如，在公元802年至803年之間，占婆就曾發兵攻打唐朝，佔領驩、愛二州。在809年又再度侵犯唐朝，但為唐朝的安南都護張舟所敗。此外，占婆又曾趁真臘分裂之機入侵真臘，並曾擊退昆侖（馬來亞）、爪哇的海盜。
7世紀末期，美山聖地開始出現王家寺廟。這些寺廟主要是用來崇祀婆羅門教的濕婆神的，也奉祀另一位神祇毗濕奴。此時期最著名的雕像是描繪有梵天從睡夢中的毗濕奴肚臍上的蓮花誕生的情景的林伽。這個林伽被命名為「美山E1」，因此考古學家們將這段時期的占婆建築風格稱為「美山E1式」。 

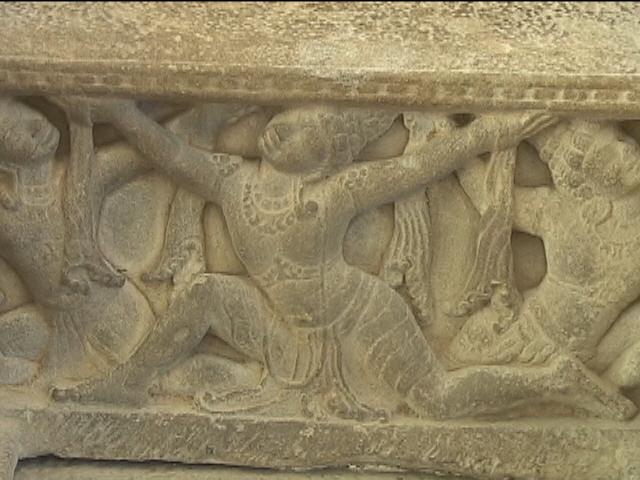
美山E1號文物上的浮雕

在美山發現了一座建於657年的重要石碑。在這座石碑裡，占婆國王波羅迦含達摩將自己冠以毗建陀跋摩一世（即中國史料中的諸葛地）的名字，聲稱自己的母親是天竺的佛教五比丘之一阿若憍陳如與龍公主蘇摩（Soma）的後代。蘇摩則是傳說中真臘國王的祖先。另一石碑碑文則是國王對濕婆神近乎神秘的描述：「他是生命最終結束的淵源，凡人難以達到；其真實的本質超出了思想和言語的範圍，甚至他的形象，與萬物相同，是他外觀的顯現。」
在8世紀左右，也就是被中國史料稱作「環王」的這段時期裡，占婆的政治文化中心從美山南遷至賓童龍和古笪羅。位於今日越南芽莊的婆那加塔，就是在這個時期建成的。婆那加塔供奉的是占婆傳統信仰中的大地女神楊婆那加（Yan Po Nagar）。在公元774年，爪哇海盜襲擊了古笪羅，焚毀婆那加塔，並掠走了濕婆神像。釋利薩多跋摩旋即於781年擊退了海盜，並重建了婆塔。787年，爪哇海盜再次侵犯占婆，破壞了賓童龍地區的一座供奉濕婆的神廟。
875年，占婆的中心北移至因陀羅地區。因陀羅跋摩二世在該地區建立了新的王朝。為了誇耀自己的血統，因陀羅跋摩二世宣稱自己是印度史詩《摩訶婆羅多》記載中在十王戰爭中戰敗的俱盧族武將阿奴文陀的子孫。從877年起，中國不再使用「環王」來稱呼這個國家。據唐代人劉恂所著的《嶺表錄異》記載，唐乾符四年（877年），「占城國進馴象三頭」。大約在那時起，中國典籍會以「占城」稱之。

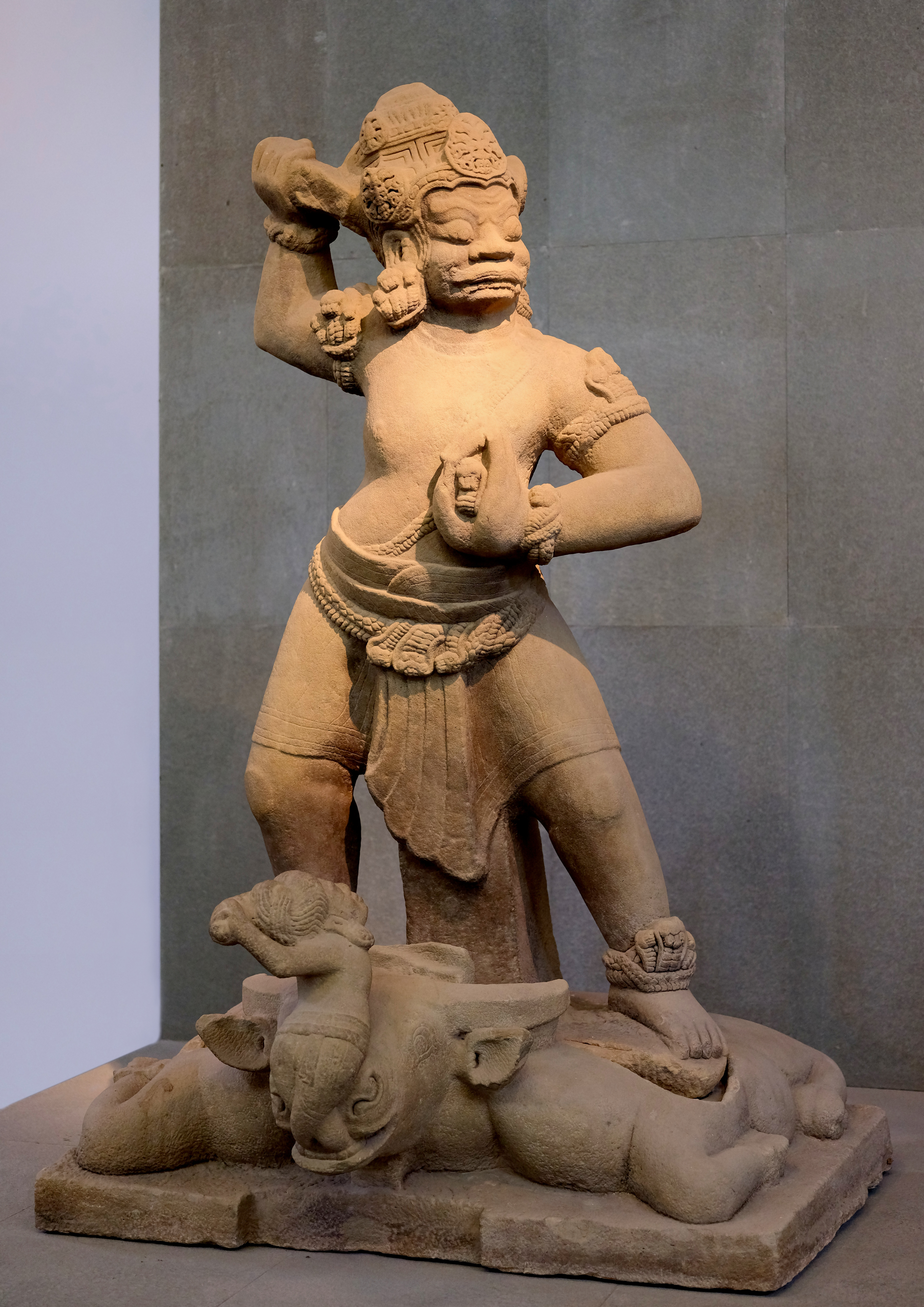
因陀羅補羅的東陽式守門天雕像

因陀羅跋摩二世在位期間，正式採用大乘佛教作為占婆的國教。在因陀羅補羅的中部，國王為觀世音菩薩建立了一座寺廟。不幸的是，這座寺廟于越南戰爭期間被毀；其倖存的石刻雕像則在戰後被移往一些越南博物館保存。在戰前的一些相片和素描中，我們仍舊可以看到這座寺廟的樣子。考古學家們把因陀羅補羅王朝時代的占婆藝術風格稱為「東陽式」（Đồng Dương Style）。這種風格略似中國神獸誇張風格的藝術品活力四射，姿態具有濃重的占婆特色的寫實主義。倖存的著名占婆雕像有幾座兇神惡煞的守門天雕像，這些雕像曾經被作為守護寺廟之神，豎立在寺廟的周圍。大乘佛教在占婆的國教地位約於925年被廢除，後來作品的藝術風格則與濕婆信仰國教地位的恢復有關。
因陀羅補羅王朝的國王於9至10世紀之間在美山建立了大量神廟。這段時期建立的美山寺廟無論是在建築風格還是雕像的藝術風格都與之前有很大的不同，這種風格被稱為「美山A1式」，相對東陽式來說形象更為輕盈和奇特。隨著大乘佛教的國教地位再度被婆羅門教取代，占婆的文化中心從因陀羅補羅遷回到了美山。

### 占城的衰弱
占城憑藉其有利的地理位置在海上絲綢之路扮演著重要的角色，從而獲取了巨大的利益。然而，由於人口稀少和與真臘和越南長期發生戰爭，不斷地消耗占城的國力，最終占城走向衰亡。

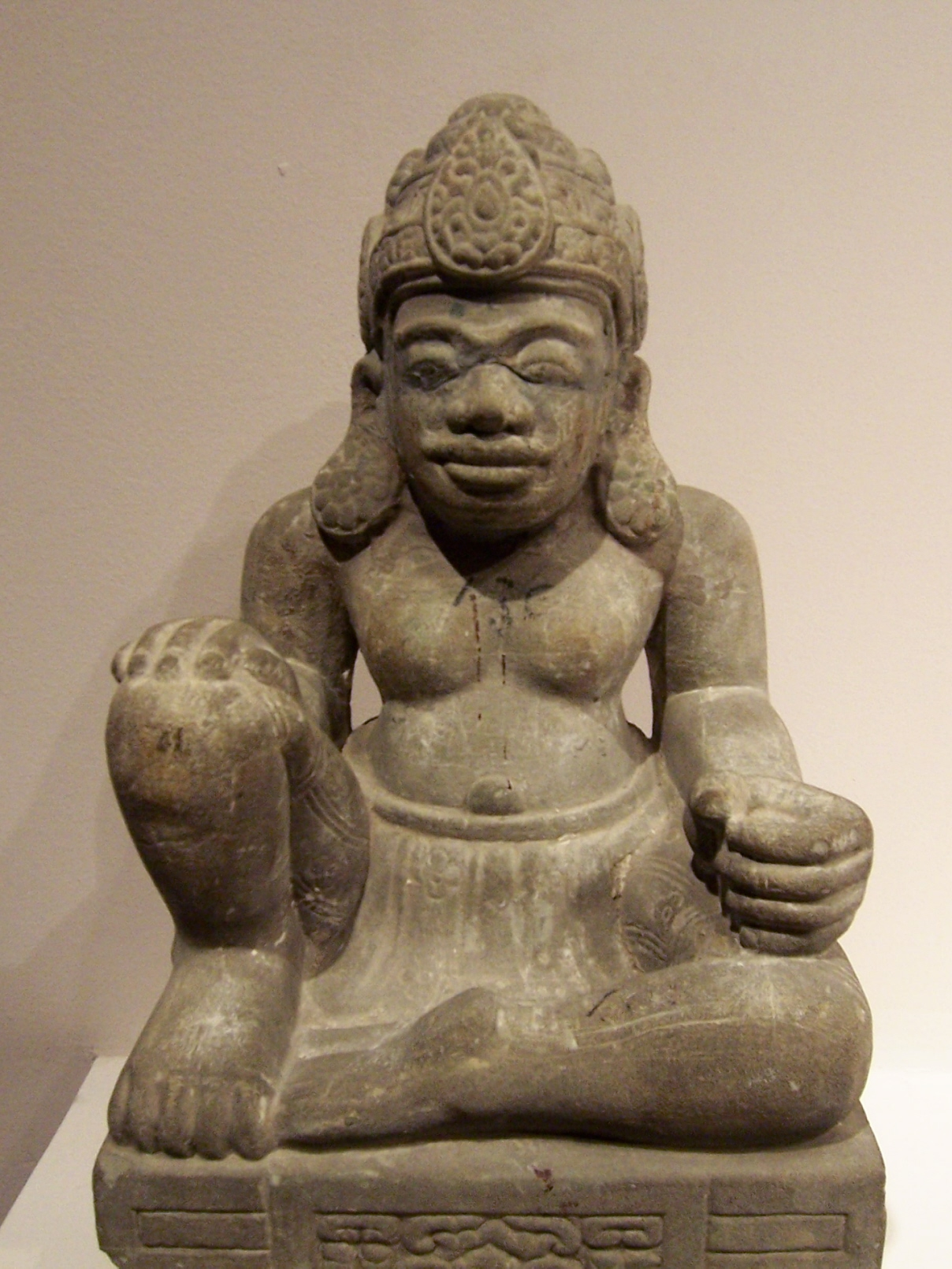
在原占婆首都因陀羅補羅佛寺遺址發現的雕像，約雕刻於9世紀末期

公元875年，占城在因陀羅補羅建立都城。而就在兩年之後，因陀羅跋摩一世在洞里薩湖北部的羅魯歐斯（Roluos）地區建立了吳哥城，並統一了真臘。隨即，這兩個都處於強盛階段的國家爆發了長期的戰爭。從10世紀到12世紀，占城和真臘之間不斷發生軍事衝突。長期的戰爭使兩國國力慢慢地被削弱。1238年，真臘西部的素可泰地區趁真臘衰弱之機獨立，是為泰國建國之始。同時期的占城亦未能倖免於難，它不斷受到北方越南的壓迫，並最終導致了占城的亡國。
944年至945年之間，真臘軍隊侵略了占城的古笪羅。約在950年左右，真臘人掠走了當地婆那加塔的女神雕像。961年，闍耶因陀羅跋摩一世（中國史料稱之為釋利因陀盤）遣使向新建立的宋朝朝貢。闍耶因陀羅跋摩一世下令在婆塔原址上重建了一座楊婆那加女神雕像。

### 與越南的衝突
938年，吳權在白藤江擊敗了南漢的軍隊，越南逐渐從中國獨立出來，968年丁部领建立丁朝，正式从中国独立。979年，占城國王波羅密首羅跋摩一世（越南史料稱之為篦眉稅）在流亡占城的越南貴族吳日慶的煽動下，趁越南皇帝丁部領逝世之機，率軍襲擊越南的首都華閭。但在華閭附近遭遇暴風，傷亡慘重，不得不班師回國。這件事情使越南把占城當作了重要敵人之一。在黎桓篡奪丁朝的皇位之後，於982年遣使占城，被占城扣留；於是黎桓親自率軍入侵占城。占城發兵防禦，為黎桓所敗，國王波羅密首羅跋摩一世亦陣亡。越南軍隊洗劫了占城首都因陀羅補羅並夷平了該城，班師回國。黎桓隨即遣使向宋朝修好，將占城的俘虜獻給了宋朝。宋太宗下令將這些俘虜釋放歸國。越南管甲劉繼宗逃亡占城，自稱國王，並遣李朝仙向宋朝朝貢。黎桓派養子攻滅了他。這次入侵導致了占城約於1000年放棄了首都因陀羅補羅，南遷至毘闍耶。

### 越南人攻陷毘闍耶
然而，越南與占城的衝突並未因為占城放棄因陀羅補羅而停止。在1021年至1026年期間，占城遭受到越南的大規模軍事打擊。1044年，李太宗親征占城。越軍在五蒲江擊敗了占城軍隊，殺死國王乍斗。根據《大越史記全書》記載，越軍對戰敗的占城人進行了屠殺，「血塗兵刃，屍塞遍野。」這使李太宗受到了強烈的震撼，下令「有妄殺占城人者，殺無赦。」不久越軍就佔領了毘闍耶，俘虜了乍斗的妻妾、宮女等人回國。李太宗讓乍斗的妃子媚醯侍奉，媚醯不堪其辱，投江而死。從此以後，占城開始向越南朝貢，並於1065年向越南貢獻犀牛。
然而在1068年，占城國王律陀羅跋摩三世（即越南史書中的制炬）發兵攻打越南，希望奪回被越南佔領的因陀羅補羅地區。次年，越南輔國太尉李常傑率軍南征，攻破了毘闍耶，並在與真臘交界處俘虜了律陀羅跋摩三世。之後，越南脅迫律陀羅跋摩三世割讓地哩州、麻令州、布政州三州（據陳仲金所說，此三州即為現今越南的廣平省及廣治省轄地。），隨即將律陀羅跋摩三世釋放歸國。占城南部賓童龍地區的酋長趁機發動叛亂，宣佈脫離占城獨立。占城亦無力南顧，直到1084年占城才重獲統一。

### 高棉人佔領占城
1074年，訶黎跋摩三世即位，重建了美山寺廟，迎來了短暫的繁榮。次年，宋越爆發戰爭，訶黎跋摩三世支持宋朝，「遣蕃兵七千扼交賊要路。」訶黎跋摩三世在位期間與真臘發生戰爭。1080年，真臘人襲擊了毘闍耶及其附近地區，洗劫了神廟，掠奪了大量財寶。然而不久以後，不知出於什麼原因，訶黎跋摩三世得以率軍驅逐了真臘軍隊，與其子民重建了家園。
約在1080年左右，泰國東北部呵叻高原地區的一個貴族佔據了真臘王位。此人建立新王朝之後，立即著手構建一個更為廣大的帝國。在1130年攻打越南失敗之後，真臘人轉而侵略占城。占城因此與真臘爆發長期的戰爭。而在1104年，占城國王闍耶因陀羅跋摩二世（制麻那）曾在逃亡至占的越南皇子李覺的勸說下北伐越南，試圖收復被越南佔據的地哩、麻令、布政三州之地，但被李常傑擊敗。這使占城國力再度削弱。1145年，真臘國王蘇利耶跋摩二世趁機再度討伐占城，攻佔了毘闍耶，摧毀了美山寺廟。真臘人試圖攻佔占城南部的賓童龍，但隨即遭到失敗。賓童龍國王闍耶訶黎跋摩一世於1147年打敗了真臘人，自立為占城國王。闍耶訶黎跋摩一世隨後致力於鎮壓阿摩羅波胝和賓童龍地區的叛亂。

### 占城攻陷吳哥

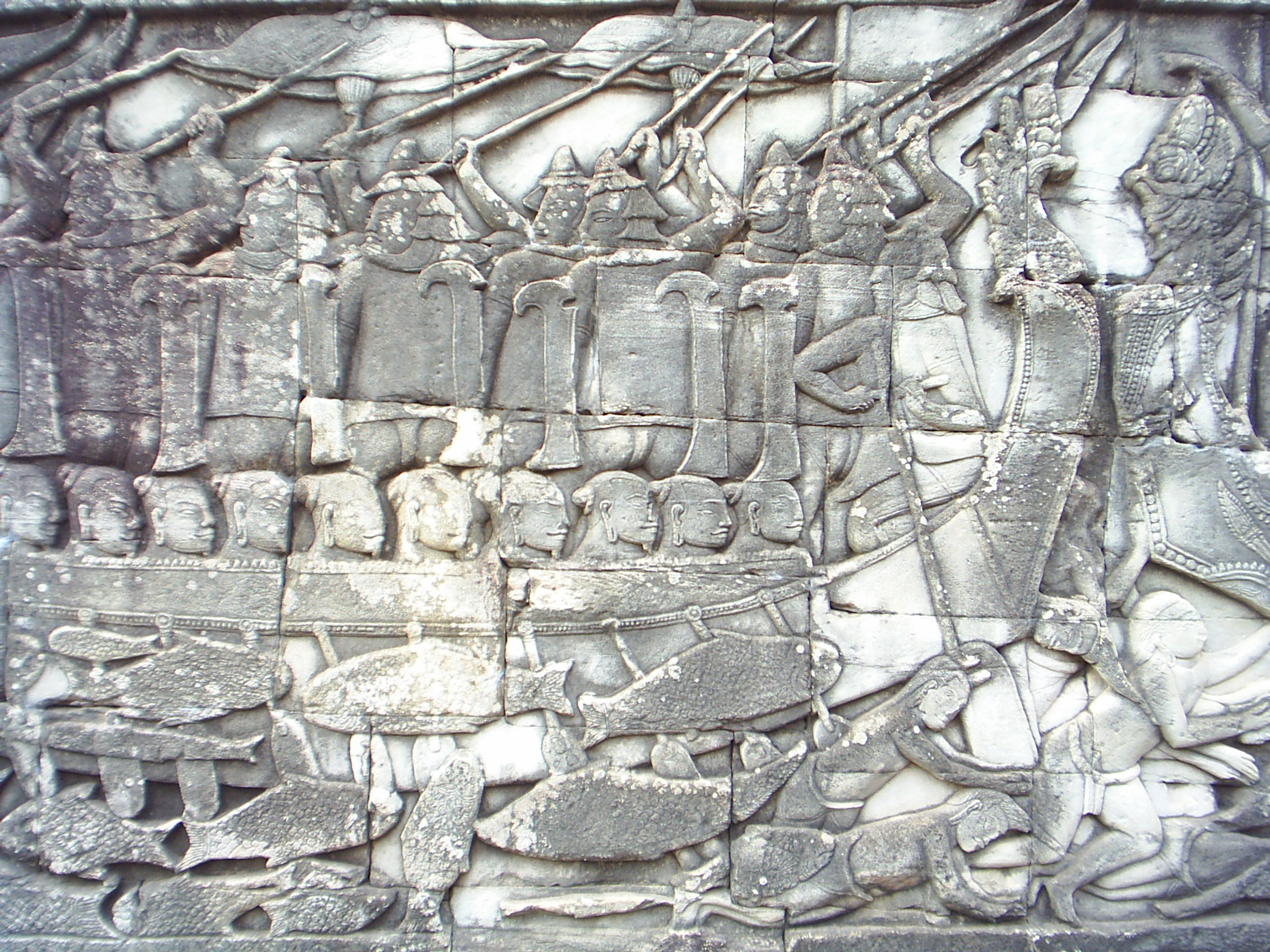
柬埔寨吳哥窟的占城水手浮雕（12世紀末）

1167年，闍耶因陀羅跋摩四世（即宋史中的鄒亞娜）登上占城的王位。占城的一處石碑稱他是一位勇敢的、武藝精湛的英雄國王，同時也是一位學識淵博的哲學家，對大乘佛教和婆羅門教亦頗有研究。在1170年與越南達成和解之後，闍耶因陀羅跋摩四世發兵入侵真臘。次年，一位從宋朝來的福建人向占城軍隊傳授中國的騎射之法，於是占城在與真臘的戰爭中屢戰屢勝。1177年，占城的船艦沿湄公河而上，到達洞里薩湖，直搗其首都耶輸陀羅補羅（今吳哥古跡的一部分）。不久便攻破了該城，殺死真臘國王特里布婆那迭多跋摩，大肆擄掠。

### 真臘人的反攻
特里布婆那迭多跋摩被殺後，真臘王子闍耶跋摩七世即位。闍耶跋摩七世率軍抗擊占城，並於1181年將占城軍隊徹底逐出了真臘。1190年，闍耶因陀羅跋摩四世再度侵犯真臘，試圖重新取得對真臘的統治權。闍耶跋摩七世以占城王子Vidyanandana為將軍，擊退了占城的進攻，並乘勝攻佔了占城首都毘闍耶，大肆屠殺擄掠。闍耶因陀羅跋摩四世被俘，並被押往真臘的首都吳哥。
在征服占城之後，闍耶跋摩七世指定其妹夫因王子（In）於賓童龍即位，稱蘇利耶跋摩（作為占城的傀儡國王。然而占城卻有不少貴族不服從真臘的統治。蘇利耶闍耶跋摩於毘闍耶即位，建立佛逝國，並與賓童龍國發生內戰。最終蘇利耶跋摩贏得了戰爭的勝利，奪取了毘闍耶，於1191年統一了占城，宣佈占城脫離真臘獨立。闍耶跋摩七世因此多次發兵討伐占城，並最終在1203年再次佔領占城，將占城作為一個省，直接併入真臘。直到1220年，占城人闍耶波羅密首羅跋摩二世才擊敗真臘，恢復了占城國。

### 蒙古入城
13世紀至14世紀之間，蒙古帝國開始崛起，並不斷的對外擴張。元世祖至元年間，廣南西道宣慰使馬成旺就曾經請求率軍兵三千人、馬三百匹討伐占城。1282年，占城國王遣使赴元朝朝貢，元朝皇帝忽必烈因此設置「荊湖占城行中書省」，以畏兀兒人阿里海牙為該行省的平章政事，將占城名義上置於管轄元朝之下。同年元朝以出使暹羅的元朝人被占城王子闍耶僧伽跋摩（《元史》作補的，《大越史記全書》作制旻）扣留的名義，命阿里海牙攻打占城。占城國王因陀羅跋摩六世（《元史》作孛由補剌者吾）據木城頑強抵抗。1283年，元軍攻克了木城，因陀羅跋摩六世逃奔山中，遣使求和。元朝同意了占城的求和，並將元軍撤離占城。然而占城在撤軍後殺死了元朝赴暹羅的使者，因此元朝欲再度出兵占城，借道于越南，被越南太上皇陳聖宗拒絕，元越戰爭爆發。最終越南擊退了元朝。

### 因薩蒂習俗引發的戰爭
闍耶僧伽跋摩三世在位期間，對賓童龍地區的波克朗加萊塔進行了修葺。而此時期正值元朝最強大的時期，越南皇帝陳英宗於1306年將自己的妹妹玄珍公主嫁給了闍耶僧伽跋摩三世，試圖以婚姻關係聯合占城牽制元朝。作為聘禮，闍耶僧伽跋摩三世將烏、里二州（今廣平省、廣治省及承天順化省）劃歸越南管轄。越南陳朝將此二州更名為順州和化州。這就是現在「順化」地名的由來。
然而玄珍公主嫁到占城後不久，闍耶僧伽跋摩三世就病逝了。占城人信奉婆羅門教，根據該教的習俗，丈夫死後，妻子必須遵照薩蒂投火殉死。陳英宗沒有讓玄珍公主殉死，而是派陳克終將玄珍公主迎回了越南。占城人將此事視為占城莫大的國恥，占城新國王闍耶僧伽跋摩四世（制至）因此多次發兵北伐越南，試圖奪回烏、里二州。但1312年被打敗，闍耶僧伽跋摩四世被俘。陳英宗立制陀阿婆粘為傀儡國王，此後，占城無異于越南的一個省。越南又於1318年擊敗反叛的制陀阿婆粘，改立制阿難為傀儡國王。

### 最後的輝煌

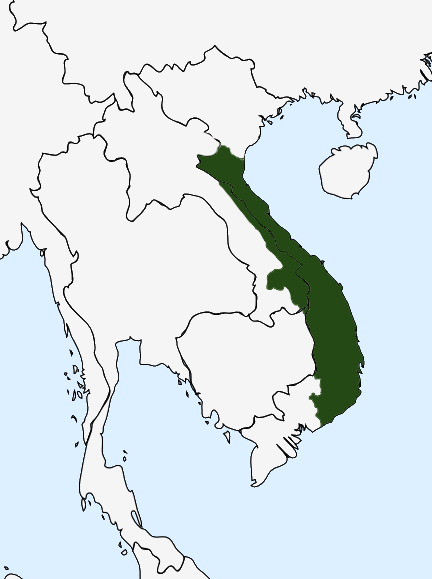
制蓬峩在位期間的占婆領土（1380年）。

波比那索爾約於1360年左右登上了占城的王位。這位被《明史》稱作阿答阿者、被《大越史記全書》稱作制蓬峩的占婆君主，是占城歷史上最後一位英雄國君。他即位以後正值越南陳朝衰弱的時候。因此他不斷對外用兵，試圖收復所有被越南侵佔的占城土地。制蓬峩為增強軍力，積極演習戰陣，訓練士卒，又設計出一套象陣戰鬥方法：作戰時得利，則驅象衝前，失利則以象殿後，阻擋敵軍。同時招攬越南逃亡到占城的人才，任命為心腹。制蓬峩多次發兵騷擾越南邊境，因此在1368年，陳裕宗遣陳世興、杜子平討伐占城。制蓬峩以伏兵的戰術大敗越軍。隨後又趁越南發生皇位爭奪事件之後大舉北伐，攻破越南首都昇龍，大肆焚燒擄掠而歸。越南試圖洗刷這次恥辱，越南皇帝陳睿宗於1376年親自帶兵攻打占城，到1377年年初，制蓬峩誘敵深入，在尸耐港大敗越軍，擊斃陳睿宗。隨後乘勝北伐，再陷昇龍。1378年，昇龍第三次遭受到制蓬峩的洗劫。1390年，制蓬峩在越南降將的帶路下再次攻打越南，在海潮江（在今越南太平省與興安省境內）附近水域探查越軍情況時遇伏擊身亡。而在制蓬峩、羅皚（閣勝）統治之時，亦是占城最後一次強盛的時期，多次發兵騷擾越占邊境，越軍無法防禦。

### 占城成為越南藩屬
1402年，越南在太上皇胡季犛的指揮下，攻陷了占城首都。占城國王闍耶僧伽跋摩五世（占巴的賴）遣使多次向明朝求救。1407年，明成祖遣朱能、張輔討伐越南胡朝。闍耶僧伽跋摩五世也率占軍北伐，奪回了不久前被越南所侵佔的土地，俘虜了越將胡烈、潘麻休等人。此時越南已被明朝所滅，闍耶僧伽跋摩五世在解除了北方的憂患之後，轉而攻打西鄰柬埔寨，擊敗其國王本赫·亞。占城和暹羅的進攻最終導致了柬埔寨首都吳哥的廢棄。
越南被明朝所滅後，越南人黎利於1418年起兵反明，並于1428年建立後黎朝，正式脫離明朝統治。後黎朝成立之後，立即策劃對占城的軍事報復。1446年，後黎朝大臣鄭可率軍伐占，攻陷毘闍耶，俘其王麥闍毘闍耶（Maija Vijaya，摩訶賁該）而歸。明英宗要求越南釋放占城國王，但被越南拒絕了。次年，占城王族摩訶貴來驅逐了越南人，奪回了毘闍耶。
1469年，越南後黎朝要求占城向自己朝貢，但被占城拒絕了。因此在後黎朝洪德二年正月（西曆1470年），後黎朝的黎聖宗親自率軍攻打占城。占城國王槃羅茶全向柬埔寨求救，但柬埔寨對於占城幾十年前的襲擊耿耿於懷，不發兵救援。越軍在二月初突襲了沙奇海口，並以誘敵之計在幕奴山大敗占軍。槃羅茶全遣使求和。黎聖宗一面答應，遣使赴占城王處修好；一面同整頓軍馬準備攻城。同年二月廿七日攻破尸耐城；三月初一攻破闍槃（毘闍耶），俘虜槃羅茶全及其臣民三萬餘人，殺死四萬餘人而歸。同年四月槃羅茶全病死軍中，黎聖宗將其斬首號令船頭，焚毀其屍體投棄于江中。回到升龍後，又將其首級和俘虜獻捷於太廟。從此以後，毘闍耶被越南佔領。
槃羅茶全之弟槃羅茶悅逃入山中繼續抗越，被越南攻滅。越南人立占城王族齋亞麻弗菴於賓童龍為傀儡國王。占城的大部分領土併入越南的版圖。
在毘闍耶陷落之後，槃羅茶全的一個兒子斯雅帕烏林率部逃往蘇門答臘島北部的亞齊，建立了亞齊蘇丹國；另一個兒子斯雅·因德拉·貝爾曼（Syah Indera Berman）則逃往馬來半島南部的馬六甲。大量占婆人逃往國外，湧入柬埔寨境內的磅湛省地區、寮國的占巴塞省地區，以及東南亞的亞齊、爪哇和馬六甲。

### 占婆的滅亡
黎聖宗以後，占婆僅僅領有賓童龍地區的領土。占婆在越南的保護下擁有其自治權。但占婆人在越南衰弱的時候依舊試圖恢復原來國家的實力。

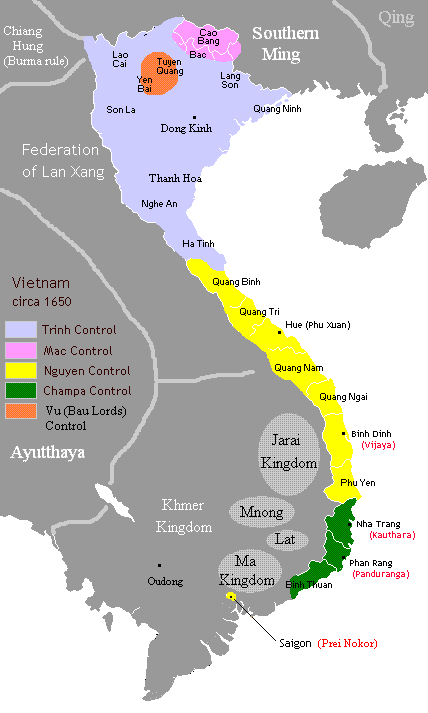
1650年，鄭阮紛爭時，占婆僅存的領土（深綠色）

1592年，越南後黎朝的鄭主和阮主兩大軍事集團發生衝突，並分別割據了越南的北部和南部。為了獲取占婆的支持以對抗北方的鄭主，阮主試圖與占婆修好。阮福源將其女玉姱公女嫁給占婆君主。而占婆亦趁越南內戰之機起兵自立。1594年，占婆國王波阿（Po At）曾出兵馬六甲，支持柔佛蘇丹國以對抗葡萄牙殖民者的勢力。而在當時廣南阮主主要通過與葡萄牙殖民者合作來與鄭主對抗，占婆的這一行動顯然是與阮主的外交政策完全相左的。1692年，婆爭起兵反對廣南阮主的統治。阮福淍鎮壓了這次起義，並於1697年改占婆國為「順城鎮」。但旋即賓童龍地區爆發了鼠疫。占婆貴族屋牙撻（Oknha Dat）在清人將軍吳朗（又稱阿班A Ban）的幫助下，於1695年擊敗了廣南留守軍。隨後阮福淍遣阮有鏡擊敗了他們。但不久婆爭的弟弟繼婆子再興順城鎮，向阮福淍臣服並要求談判。談判的最終結果，雙方於1712年簽訂《議定五條》（Ngũ điều Nghị định），阮主與順城鎮完全講和並不再交戰。占婆王被封為「鎮王」（Trấn Vương），並保持了這一稱號達135年。雖然占婆國王在這片四處都是越南人的土地上沒有任何實際權力。

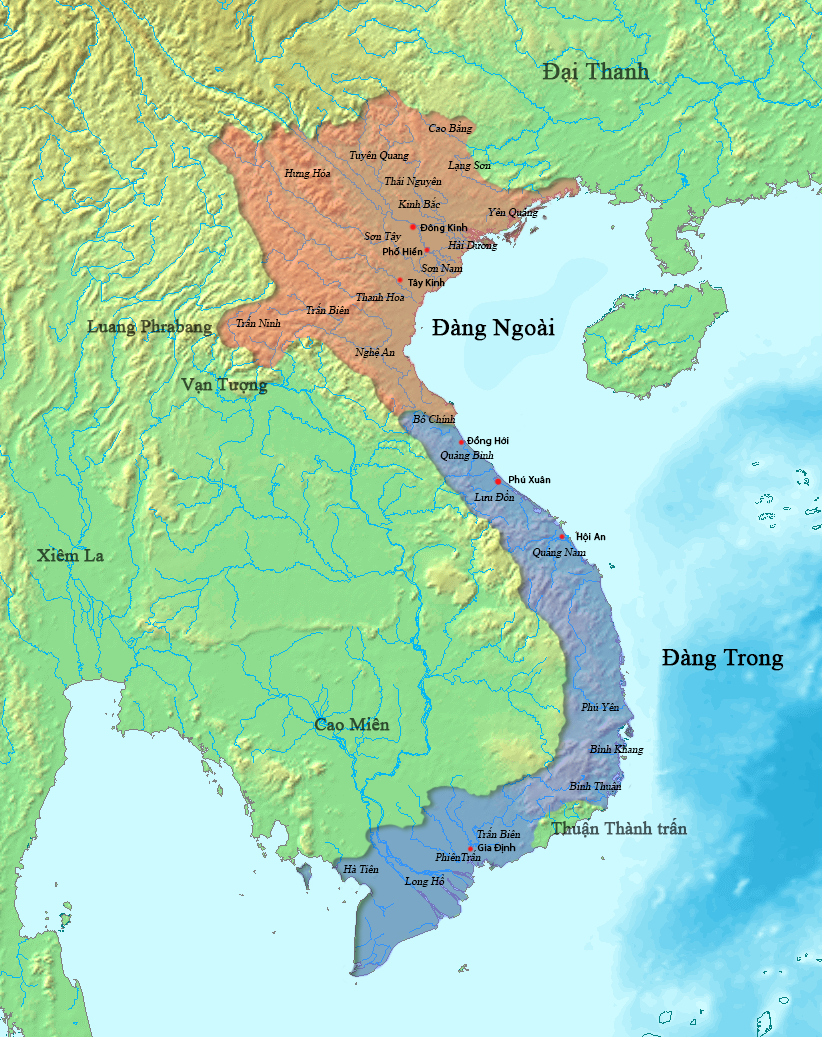
1757年，占婆改名為「順城鎮」後的僅存領土

1777年，廣南阮主被新興的西山朝推翻。順城鎮國王阮文昭舉兵支持盤踞嘉定的舊阮貴族阮福映。但不久阮福映被西山朝打敗，阮文昭於1786年逃往柬埔寨地區，順城君主的稱號由國王降為「掌奇」（相當於土司酋長）。在這段時期裡，不少順城鎮貴族投奔流亡暹羅的阮福映麾下，並積極參加反對西山朝的戰鬥，例如阮文昭、阮文豪、阮文振、阮文永等人。
1802年，阮福映奪取了越南政權，建立阮朝。黎文悅被任命為嘉定總鎮之後，給與了順城鎮種種優待。然而到了1832年黎文悅死後，明命帝廢除了嘉定鎮，將南圻的行政權力收歸朝廷。同時也下令對占婆進行改土歸流，廢除了順城鎮。從此以後，占婆人的國家完全滅亡。隨後明命帝開始清算黎文悅的黨羽，將其家人、部將逮捕審問。黎文悅的養子黎文𠐤因不滿明命帝對黎文悅一族的迫害，在當地華僑和法國傳教士的支持下起兵，與明命帝對抗。暹羅國王拉瑪三世出兵越南南部以支持黎文𠐤，占婆人亦趁機發動羅奔王起義，要求恢復自治。最終黎文𠐤的勢力被明命帝鎮壓，占族人的領土再次被越南人佔領。因受黎文𠐤的牽連，末代占婆王阮文承被以謀反罪逮捕，處以淩遲極刑。

## 地理
根據中國古代史料記載，宋代時的占婆位於大越（今越南北部）的南面，南面與真臘、西面與宋朝雲南接壤。東面臨南中國海，海路通广州。其地東西七百里，南北三千里，國都號新州（今越南平定省茶槃遺址）。自瓊州水路，順風一日可至；自福州西南行，十晝夜可至其國。
在公元7世紀至15世紀期間，占婆統治今日越南的中南部和老撾的部分地區，其轄境約為現在越南的廣南、廣義、平定、富安、慶和、寧順和平順省一帶，以及老撾的占巴塞省。

## 政治體制和行政區域

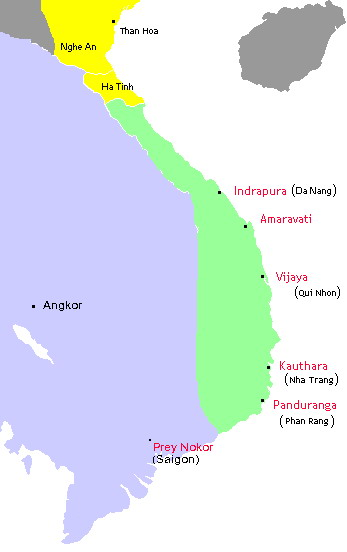
十一世紀時占婆地域略圖

占婆的政治體制為聯邦君主制。據《宋史》記載，占婆將全國劃分為三十八個州，也有設縣、鎮。據《明史》記載，占婆將全國劃分為二十七個行政區：四府、一州、二十二縣。
根據馬司培羅在《占婆史》中的考證，占婆國王將全國劃分為四個大區，每個大區都由世襲酋長統治：
- 阿摩羅波胝：為占婆的北部區域，在今越南廣南省境內。在占婆強盛時期，該區域一度向北擴張至轄今廣平、廣治、承天順化省一帶。該區的首府是因陀羅補羅（意即「因陀羅之城」），約在875年至1000年期間是占婆的首都，其遺址位於今日峴港附近一個叫做東陽（Đồng Dương）的村莊。該區有一海港名為「僧伽補羅」（意為獅子之城；另有「大占海口」及「林邑浦」等稱謂），現在被稱為茶嶠遺址（Trà Kiệu），後來發展成為現代的港口會安。在這個大區的轄境內，考古學家還在茶嶠遺址附近發現了美山占婆寺廟群。
- 毘闍耶（另有「佛逝」、「佛誓」、「闍盤」等譯稱）：為占婆的中部區域，位於今日越南平定省一帶。其首府也叫毘闍耶，位於今日平定省的茶槃（Chà Bàn，亦作闍槃Đồ Bàn）遺址，約於1000年因陀羅補羅被廢棄之後成為占婆新都。直到1471年被越南後黎朝軍隊攻佔之前，毘闍耶一直是占婆的政治和文化中心。該區有一重要海港，名為「尸唎皮奈」（Çri Vinaya；另有「設皮奈」、「毘尼」、「尸耐」、「皮耐」等譯名），即今日的歸仁市。在茶槃遺址附近還發掘出了著名的占婆佛塔——曼塔（Tháp Mắm）。曼塔的發現被視為占婆考古的重大發現，該塔成為占婆佛塔的代表性建築。
- 賓童龍：為占婆南部區域，在越南人譯之為「藩龍」，位處現今越南寧順省的藩朗-塔占市。當地有著名的波克朗加莱塔。賓童龍是最後一個被越南兼併的占婆土地。當地的都會毘羅補羅（又稱為「羅闍補羅」），曾一度為占婆首都。此外，另一大區古笪羅亦曾屬賓童龍區域。
- 古笪羅：又稱「古笪」，位於今慶和省的芽莊。古笪羅亦曾屬賓童龍區域，都會為楊浦那竭羅（Yanpunagara）城。該地區的宗教和文化中心是波那加佛塔，該塔與其他一些佛塔至今依然矗立在芽莊。[105]

## 人口与社會
占婆受印度文化影響，採納了種姓制度，將全國人口分成四個等級，分別為「婆羅門」、「剎帝利」、「吠舍」及「首陀羅」。婆羅門和剎帝利在占婆社會享有較優厚的保障，和投身政府之權利，如碑誌所記載，第四王朝君王毘建陀跋摩一世曾說：「罪無過于殺婆羅門者」；又如第六王朝君王因陀羅跋摩二世亦稱其政府「惟以婆羅門剎帝利二種人為大臣」。

### 語言
占族語言属南島語系，与越南语所属南亚语系不同。

### 部落
在占婆國內，有兩大主要部落存在，一為「檳榔部落」（Kramukavamsa；越南語：「Bộ tộc Cau」），另一為「椰子部落」（Narikelavamsa；越南語：「Bộ tộc Dừa」）。檳榔部落活躍於國土南部的古笪羅和賓童龍一帶，椰子部落則活躍於國土北部的阿摩羅波胝和毘闍耶等地。兩個家族在風俗習慣上有很大不同，而且經常發生衝突，但會以聯姻的方式解決這些衝突，對占婆國國情產生影響。據學者喬治·馬司培羅的說法，第五王朝的首位君主畢底邠陀羅跋摩，便為檳榔部落的賓童龍貴族；第六王朝的首王因陀羅跋摩二世，來自北方椰子部落所居的阿摩羅婆胝；第七王朝首王訶羅跋摩，則屬檳榔部落；又如第十王朝的首王訶梨跋摩三世，則是母家出自檳榔部落，父家出自椰子部落。

### 宗教

#### 本土信仰
占婆人的信仰，深受外來的婆羅門教、佛教等宗教的影響。不過除此之外，占婆人原有其本土信奉的神靈，如在南部的古笪地區，便有信奉釋利摩落陀古笪羅（Çri Maladakuthara），即為其中一個能夠保存舊名的神靈。占婆大多數的原有舊神，都被婆羅門教諸神所代替，例如女神楊浦那竭羅（Yan Pu Nagara），便與婆羅門教裡的大自在天之妻婆伽婆底 （Bhagavati）所取代。

#### 婆羅門教

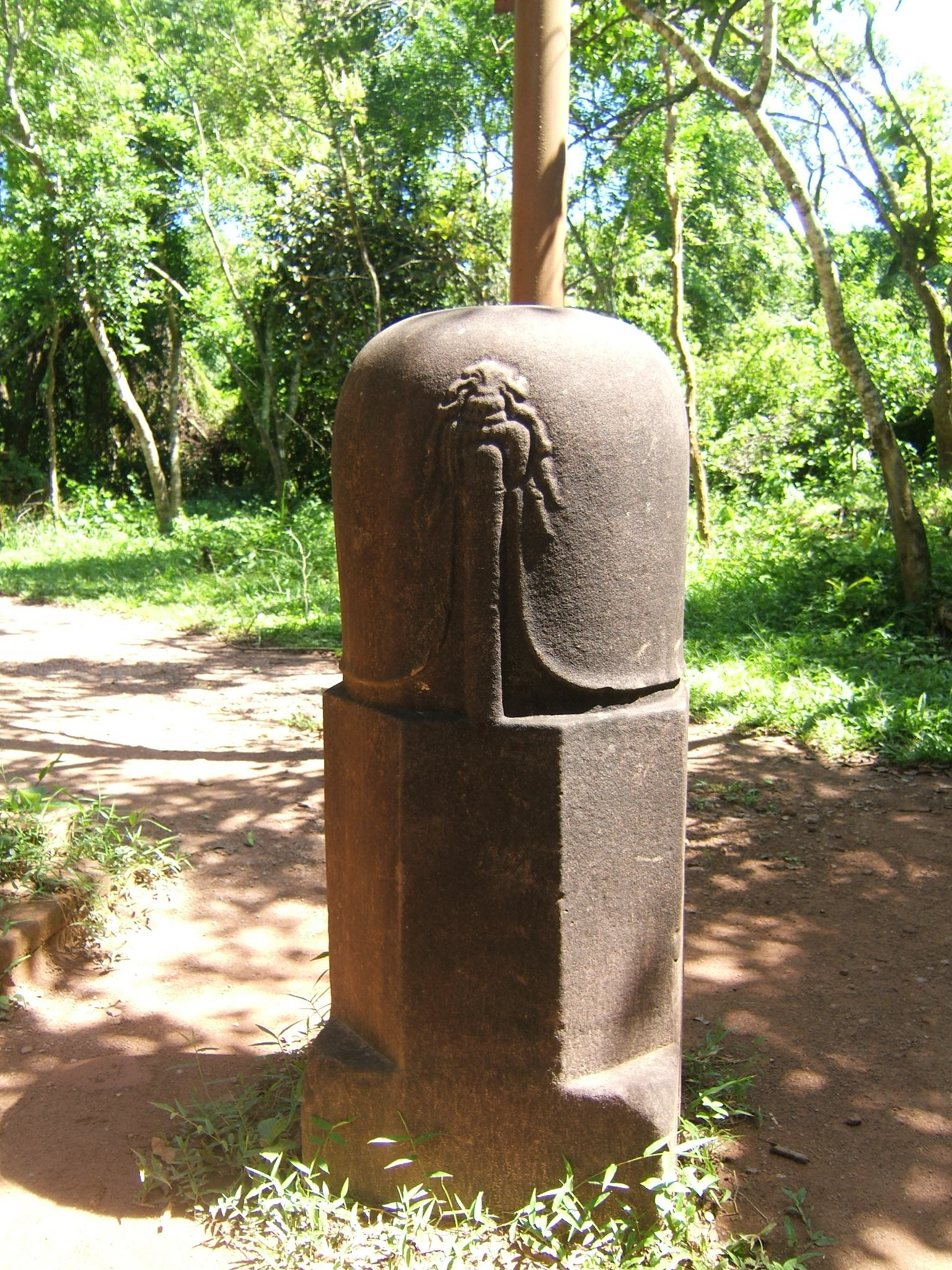
美山聖地的分層式林伽，建於10世紀

婆羅門教為占婆古來的主要宗教，其文化深受印度文化的影響。占婆的婆羅門教徒絕大多數信奉濕婆崇拜（Shivaist），並與占婆的傳統信仰相結合。信奉濕婆崇拜的占婆人主要膜拜的對象是林伽、穆卡林伽、傑塔林伽、分層式林伽和訶薩。
- 林伽（Linga）是婆羅門教信仰中代表濕婆神的一種標誌，其外觀大致呈柱形。而在占婆，則代表濕婆神的陽具。古代占婆國王常常在王家寺廟的中央豎立林伽石像，以供膜拜。占婆國王豎立林伽後，使用自己的名字對林伽進行命名（命名方法是國王的名字後面加上後綴「-esvara」），作為濕婆神的象徵。[115]
- 穆卡林伽（Mukhalinga）指的是在占婆寺廟或其他宗教建築上的濕婆神人形（或人面部）畫像或浮雕。
- 闍塔林伽（Jatalinga）指的是刻著濕婆神髮髻形狀的林伽。
- 分層式林伽（Segmented Linga），指的是從上至下共分有三層的林伽。這三層分別代表了婆羅門教的三位神祇或三相神：最底層成正方形，代表梵天；中間層成八邊形，代表毗濕奴；最頂層為圓形，代表濕婆。
- 訶薩（Kosa），指的是罩在林伽外面的圓柱形籃子，由貴重金屬製成。捐贈訶薩來裝飾林伽是占婆濕婆信仰的一個顯著特徵。如同林伽一樣，占婆國王往往會對訶薩進行命名。[116]

占族人所奉祀該宗教的神靈，其中較重要的為大梵天王、幻惑天王、大自在天王（即敬禮摩醯首羅）。
- 大自在天王：占婆人以大自在天王居首，相信他「為諸世界之主，其身無定，其形在語言思想之外，其體為地、水、火、風、空、日、月，而有諸名。輔以諸神，首數幻惑天王、大梵王王、火神」。又稱大自在天神「已伏壓制世界之一切阿修羅 ，並為「占婆國之根本」。對大自在天王的奉祀，占婆人會製作其像，面部用金覆蓋。而大自在天王的妻子，占婆人稱為婆伽婆底（Bhagavati），與本土信仰裡的女神楊浦那竭羅（Yan Pu Nagara）混而為一，占人對之亦相當崇敬，設有專祠來奉祀。[117]
- 大梵天王：在占婆沒有專祀，其像只附在大自在天王祠或幻惑天王祠之中。[118]
- 幻惑天王：其地位不及大自在天王，有時與大自在天王合而為一，稱「那羅延」。在其祠中，亦供奉了幻惑天之之妻落悉密的像。[118]

據法國學者喬治·馬司培羅指出，在20世紀初，越南的九萬占族人口裡，約有三份之二尚信奉婆羅門教。

#### 佛教
占婆人亦信奉佛教。喬治·馬司培羅指出，從佛像及圓形浮彫等文物來看，占婆應有大乘佛教，另據義淨《南海寄歸內法傳》的內容，占婆人則亦曾信奉小乘佛教。
早期，婆羅門教信仰在占婆佔有絕對的優勢。然而這一優勢曾一度被大乘佛教所取代。公元9至10世紀期間，大乘佛教傳入占婆。這一新傳入的宗教立即受到因陀羅補羅地區人們的歡迎，一度取代婆羅門教的地位。在10世紀以後，大乘佛教信仰開始融入婆羅門教之中，與婆羅門教合為一體。婆羅門教再次成為占婆的主流信仰。這段時期著名的宗教建築有美山、Khương Mỹ、Trà Kiệu、Chánh Lộ和曼塔（Tháp Mắm）。而這段時期的占婆佛教徒，往往兼奉婆羅門教的大自在天王。占婆的佛教寺廟，便有敬奉大自在天王及觀音（占人稱為Lak mindra Lokçvara Svabhayada）等神靈。而占婆的密宗肖像，亦有與婆羅門教相似之處。

#### 伊斯蘭教
占婆國後期，人們開始改奉伊斯蘭教。據法國學者喬治·馬司培羅的說法，伊斯蘭教的傳入占婆，大約是中國的宋代（960年至1279年）。而在占婆傳說當中，亦有阿拉於1000年至1036年「君臨都城」之事。
馬司培羅估計，伊斯蘭教之傳入占婆，有可能源於「高棉之回教徒為馬來人所化，因以傳布回教於安南」。
馬司培羅又指出，時至20世紀初，柬埔寨的六萬占族人口，皆信奉伊斯蘭教；而越南九萬占族人口，信奉伊斯蘭教的則佔三分之一，他們自稱為「占白尼」（Chams Beni）。「占」即占人，「白尼」即宗教子弟之意。

## 延伸阅读
[在维基数据编辑]
 《新唐書·卷222下》，出自《新唐書》

### 引用
1. ↑  義淨《大唐西域求法高僧傳》卷下《荊州慧命禪師》條有「泛舶行至占波，遭風而屢遘艱苦。適馬援之銅柱，息匕景而歸唐」之句。學者王邦維指出占波是「梵文Campā的音譯，即指林邑」。見《大唐西域求法高僧傳校注》，北京中華書局1988年版，143頁。
2. ↑  義淨《大唐西域求法高僧傳》卷下《荊州法振禪師》條有「遂附舶東歸，有望交阯。覆至瞻波（原注：即林邑國也）」之句。學者王邦維指出「瞻波」即「占波」。見《大唐西域求法高僧傳校注》，北京中華書局1988年版，206頁。
3. ↑  《異域志·卷下·擔波國》：「其國有城池，民種田，天氣常熱，地無霜雪。出獅子。與回回無異，有國君主之，番商交於鄰國。」
4. ↑  《月令廣義·歲令二·方物》：「⿰禾詹波國出獅子，天氣常熱，地無霜雪。」
5. ↑  《新唐書·列傳第百四十七下》：「環王，本林邑也，一曰占不勞，亦曰占婆。」
6. ↑  《新唐書·列傳第百四十七下》：「王所居曰占城，別居曰齊國、曰蓬皮勢。」
7. ↑  Higham, Charles, The Bronze Age of Southeast Asia, ISBN 978-0-521-56505-9
8. ↑  Higham, Charles, Early Cultures of Mainland Southeast Asia, ISBN 978-1-58886-028-6
9. ↑  s:嶺南摭怪/夜叉王傳
10. 1 2  Jean Boisselier, La statuaire du Champa, p.90f.
11. ↑  《後漢書·南蠻西南夷列傳》
12. ↑  Lê Thành Khôi, Histoire du Vietnam, p.105.
13. ↑  Ngô Vǎn Doanh, Mỹ Sơn Relics, p.181.
14. ↑  晉書卷九十七·列傳第六十七·四夷傳
15. ↑  Ngô Vǎn Doanh, Champa, p.31.
16. ↑  Ngô Vǎn Doanh, Champa, p.38-39; Ngô Vǎn Doanh, Mỹ Sơn Relics, p.55ff.
17. ↑  Ngô Vǎn Doanh, Mỹ Sơn Relics, p.56ff.
18. ↑  .   [2010-07-12]. （原始内容存档于2020-02-25）.
19. ↑  《隋書·林邑列傳》
20. ↑  S:《隋书·地理志》
21. ↑  《新唐書·列傳第147下·南蠻下》：環王，本林邑也，一曰占不勞，亦曰占婆。……至德後，更號環王。
22. ↑  Jean Boisselier, La statuaire du Champa, p.87.
23. ↑  Lê Thành Khôi, Histoire du Vietnam, p.109.
24. ↑  歐陽修等《新唐書·德宗皇帝本紀》
25. ↑  《新唐書·南蠻下·環王》
26. ↑  馬司培羅《占婆史》第四章《環王國及賓童龍之霸》，臺灣商務印書館中譯本，48頁。
27. 1 2  馬司培羅《占婆史》第四章《環王國及賓童龍之霸》，臺灣商務印書館中譯本，47頁。
28. ↑  馬司培羅《占婆史》第四章《環王國及賓童龍之霸》，臺灣商務印書館中譯本，46-47頁。
29. ↑  Ngô Vǎn Doanh, Champa, p.49.
30. ↑  Ngô Vǎn Doanh, Mỹ Sơn Relics, p.210.
31. ↑  Ngô Vǎn Doanh, Mỹ Sơn Relics, p.72.
32. ↑  劉恂《嶺表錄異》卷上，收錄於《欽定四庫全書·史部》第589冊，上海古籍出版社書影本，85頁。
33. ↑  Ngô Vǎn Doanh, Mỹ Sơn Relics, p.72ff., p.184.
34. ↑  Ngô Vǎn Doanh, Champa, p.32; Ngô Vǎn Doanh, Mỹ Sơn Relics, p.71ff.
35. ↑  Ngô Vǎn Doanh, Mỹ Sơn Relics, p.73.
36. ↑  宋史列傳第二百四十八·外國五：建隆二年，其王釋利因陀盤遣使莆訶散來朝。
37. ↑  Ngô Vǎn Doanh, Mỹ Sơn Relics, p.75.
38. ↑  吳士連等《大越史記全書‧本紀全書‧丁紀‧廢帝》，東京大學東洋文化研究所校合本，184-185頁。
39. ↑  Hội Bảo tồn Di sản chữ Nôm─《欽定越史通鑑綱目》正編卷之一 （页面存档备份，存于），Image 11-12。
40. ↑  吳士連等《大越史記全書‧本紀全書‧黎紀‧大行皇帝》：（天福三年）帝親征占城，克之。先是，帝遣徐穆、吳子庚使占城，為其所執。帝怒，繕戰船，治戈甲，自將討之，斬其王篦眉稅於陣。……夷其城池，毀其宗廟，期月還京師。
41. ↑  宋史列傳第二百四十八·外國五：（太平興國）六年，交州黎桓上言，欲以占城俘九十三人獻於京師。太宗令廣州止其俘，存撫之，給衣服資糧，遣還占城，詔諭其王。
42. ↑  宋史列傳第二百四十八·外國五：（雍熙）三年，其王劉繼宗遣使李朝仙來貢。
43. ↑  吳士連等《大越史記全書‧本紀全書‧黎紀‧大行皇帝》：初，帝征占城。管甲劉繼宗遁居其國，至是，遣養兒收捕，獲繼宗斬之。
44. ↑  Ngô Vǎn Doanh, Champa, p.34; Ngô Vǎn Doanh, Mỹ Sơn Relics, p.75-76.
45. ↑  吳士連等《大越史記全書‧本紀全書‧李紀‧太宗皇帝》，東京大學東洋文化研究所校合本，235頁。
46. ↑  陳仲金《越南史略》，70頁。
47. ↑  《越史略》（《欽定四庫全書·史部》第466冊），586-587頁。
48. ↑  陳仲金《越南史略》，70-71頁。
49. ↑  Ngô Vǎn Doanh, Mỹ Sơn Relics, p.77; Lê Thành Khôi, Histoire du Vietnam, p.163ff.
50. ↑  Jean Boisselier, La statuaire du Champa, p.312.
51. ↑  徐松《宋會要輯稿》蕃夷四之七十一，7749頁。
52. ↑  宋史列傳第二百四十八·外國五：王師討交阯，以其素仇，詔使乘機協力除蕩。行營戰棹都監楊從先遣小校樊實諭旨。實還，言其國選兵七千扼賊要路，其王以木葉書回牒，詔使上之。
53. ↑  Ngô Vǎn Doanh, Mỹ Sơn Relics, p.78, 188; Ngô Vǎn Doanh, Champa, p.33. An English translation of inscriptions at Mỹ Sơn commemorating the King's exploits is at pp.218ff.
54. ↑  吳士連等《大越史記全書‧本紀全書‧李紀‧聖宗皇帝》，東京大學東洋文化研究所校合本，255頁。
55. ↑  Ngô Vǎn Doanh, Champa, p.35; Ngô Vǎn Doanh, Mỹ Sơn Relics, p.84.
56. ↑  Ngô Vǎn Doanh, Mỹ Sơn Relics, p.87.
57. ↑  宋史列傳第二百四十八·外國五：（乾道）七年，閩人有浮海之吉陽軍者，風泊其舟抵占城。其國方與真臘戰，皆乘大象，勝負不能決。閩人教其王當習騎射以勝之，王大說。
58. ↑  宋史列傳第二百四十八·外國五：（淳熙）四年，占城以舟師襲真臘，傳其國都。
59. ↑  Ngô Vǎn Doanh, Mỹ Sơn Relics, p.89, 188; Ngô Vǎn Doanh, Champa, p.36.
60. ↑  宋史列傳第二百四十八·外國五：慶元以來，真臘大舉伐占城以復仇，殺戮殆盡，俘其主以歸，國遂亡，其地悉歸真臘。
61. ↑  Ngô Vǎn Doanh, Mỹ Sơn Relics, p.89ff., 189.
62. ↑  Ngô Vǎn Doanh, Champa, p.36.
63. ↑  馬司培羅《占婆史》第八章，臺灣商務印書館中譯本，89頁。
64. ↑  列傳第97: 外夷三
65. ↑  .   [2010-07-12]. （原始内容存档于2012-06-26）.
66. ↑  《大越史記全書·陳英宗紀》：「丁未十五年、元大德十一年春，正月，改烏里二州為順州、化州。」
67. ↑  《大越史記全書·陳英宗紀》：「占城俗國王卒，主後入火壇以殉。」
68. ↑  《大越史記全書·陳英宗紀》：「克終以輕舟奪之（玄珍公主）以歸，遂與之私通，遲回海道日久始至京都。」
69. ↑  《大越史記全書·陳英宗紀》：「戊申十六年……秋八月十八日玄珍公主自占城回。」
70. ↑  .   [2010-07-12]. （原始内容存档于2014-01-12）.
71. ↑  吳士連等《大越史記全書·本紀全書·陳紀·英宗皇帝》，東京大學東洋文化硏究所校合本，393頁。
72. ↑  馬司培羅《占婆史》第九章，臺灣商務印書館中譯本，91頁。
73. ↑  Lê Thành Khôi, Histoire du Vietnam, p.193-194.
74. ↑  陳仲金《越南史略》第三卷第十章，北京商務印書館中譯本，122頁。
75. ↑  吳士連等《大越史記全書·本紀全書·陳紀·裕宗皇帝》，東京大學東洋文化硏究所校合本，432-436頁。
76. ↑  Hội Bảo tồn Di sản chữ Nôm─《欽定越史通鑑綱目》正編卷之十 （页面存档备份，存于），陳裕宗大治十年冬十二月、十一年二月（Image 69-70）
77. ↑  喬治·馬司培羅《占婆史》第九章，臺灣商務印書館中譯本，94頁。
78. ↑  陳仲金《越南史略》第三卷第十章，121-122頁。
79. ↑  吳士連等《大越史記全書·本紀全書·陳紀·藝宗皇帝》，東京大學東洋文化硏究所校合本，442頁。
80. ↑  Hội Bảo tồn Di sản chữ Nôm─《欽定越史通鑑綱目》正編卷之十 （页面存档备份，存于），陳藝宗紹慶二年閏三月（Image 63-70）
81. ↑  喬治·馬司培羅《占婆史》第九章，臺灣商務印書館中譯本，95頁。
82. ↑  陳仲金《越南史略》第三卷第十章，123頁。
83. ↑  吳士連等《大越史記全書·本紀全書·陳紀·廢帝》，東京大學東洋文化硏究所校合本，457頁：「占城自黎、李以來，兵衆脆怯，我師至則挈家奔遁，或聚哭歸降，至蓬莪、羅皚，生聚教訓，漸革舊俗，勇悍耐苦，故常入寇，為我國患。」
84. ↑  吳士連等《大越史記全書·本紀全書·陳紀·順宗皇帝》，東京大學東洋文化硏究所校合本，464頁。
85. ↑  Hội Bảo tồn Di sản chữ Nôm─《欽定越史通鑑綱目》正編卷之十一[永久]，陳順宗光泰三年（Image 11-13）
86. ↑  喬治·馬司培羅《占婆史》第九章，臺灣商務印書館中譯本，99-100頁。
87. 1 2  明史列傳第212·外國五
88. ↑  .   [2010-07-12]. （原始内容存档于2014-09-25）.
89. ↑  明史列傳第212·外國五：（正統）十二年，王與安南戰，大敗被執。……十三年，敕安南送摩訶賁該還國，不奉命。
90. ↑  明史列傳第212·外國五：時安南索占城犀象、寶貨，令以事天朝之禮事之。占城不從， 大舉往伐。
91. ↑  .   [2010-07-12]. （原始内容存档于2020-09-26）.
92. ↑  吳士連等《大越史記全書·本紀全書·黎紀·仁宗皇帝》，東京大學東洋文化硏究所校合本，683—686頁。
93. ↑  Lê Thành Khôi, Histoire du Vietnam, p.243.
94. ↑  Encyclopedia of Asian History, Volumn 3 (Nguyen Lords) 1988. Charles Scribner's Sons, New York.
95. ↑  Vietnam, Trials and Tribulations of a Nation by D. R. SarDesai, ppg 33-34, 1988 ISBN 978-0-941910-04-0
96. ↑  McLeod, Mark W. (1991). The Vietnamese response to French intervention, 1862–1874.Greenwood Publishing Group. ISBN 978-0-313-29622-2 ,p.30
97. ↑  Chapuis, Oscar (1995). A History of Vietnam: From Hong Bang to Tu Duc. Greenwood Publishing Group. ISBN 978-0-313-29622-2., p.192
98. ↑   (PDF).   [2010-07-12]. （原始内容存档 (PDF)于2016-03-04）.
99. ↑  宋赵汝适《诸蕃志·占城》：“占城，東海路通廣州，西接雲南，南至眞臘，北抵交趾，通邕州。自泉州至本國順風舟行二十餘程。其地東西七百里，南北三千里。國都號新州”。
100. ↑  《元史·占城列傳》
101. ↑  《明史·外國列傳五》
102. ↑  《宋史·列传·外国五》：南曰施備州，西曰上源州，北曰烏里州。所統大小州三十八，不盈三萬家。其國無城郭，有百餘村，村落戶三五百，或至七百，亦有縣鎮之名。
103. ↑  《明史·列传·外国五》：臣國所有土地本二十七處，四府、一州、二十二縣。東至海，南至占臘，西至黎人山，北至阿本喇補，凡三千五百餘里。
104. ↑  馬司培羅：《占婆史》，第一章，《土地及人民》
105. ↑  馬司培羅《占婆史》第一章《土地及人民》，臺灣商務印書館中譯本，11-12頁。
106. ↑  馬司培羅《占婆史》第一章《土地及人民》，臺灣商務印書館中譯本，8頁。
107. ↑  Rutherford, Insight Guide - Vietnam, pg. 256.
108. ↑  馬司培羅《占婆史》第一章《土地及人民》，臺灣商務印書館中譯本，9頁。
109. ↑  馬司培羅《占婆史》第四章《環王國及賓童龍之霸》，臺灣商務印書館中譯本，45頁。
110. ↑  馬司培羅《占婆史》第五章《占城》，臺灣商務印書館中譯本，50頁。
111. ↑  馬司培羅《占婆史》第五章《占城》，臺灣商務印書館中譯本，52頁。
112. ↑  馬司培羅《占婆史》第六章，臺灣商務印書館中譯本，67頁。
113. 1 2  馬司培羅《占婆史》第一章《土地及人民》，臺灣商務印書館中譯本，6頁。
114. ↑  Hubert, The Art of Champa, p.31.
115. ↑  Ngô Vǎn Doanh, Mỹ Sơn Relics, p.68ff.
116. ↑  Ngô Vǎn Doanh, Mỹ Sơn Relics, p.69.
117. ↑  馬司培羅《占婆史》第一章《土地及人民》，臺灣商務印書館中譯本，4-5頁。
118. 1 2  馬司培羅《占婆史》第一章《土地及人民》，臺灣商務印書館中譯本，5頁。
119. ↑  馬司培羅《占婆史》第一章《土地及人民》，臺灣商務印書館中譯本，7頁。
120. ↑  馬司培羅《占婆史》第一章《土地及人民》，臺灣商務印書館中譯本，6-7頁。

### 书籍
- ［宋］赵汝适 著：《诸蕃志 ·占城》，中华书局，ISBN 978-7-101-02059-5。
- ［元］汪大渊 著：《岛夷志略 ·占城》，中华书局，ISBN 7101020287。
- ［明］黄省曾 著：《西洋朝贡典录 ·占城》，中华书局，ISBN 978-7-101-02029-8。
- ［日］林春勝、林信篤 著：《華夷變態》，徳川幕府檔案，1732，浦廉一校勘，1958。
- ［日］石澤良昭 著：《漢籍占婆寫本分類》，鹿兒島大學史學科報告，1980年（29號），歷史學。
- ［中］陳智超 著：《十八世紀占婆王府檔案目録及説明》，社会科學陣線，1984年2期，歷史學。
- Jean-François Hubert The Art of Champa, Parkstone Press, 2005 ISBN 978-1-85995-975-6
- Scott Rutherford, Insight Guide - Vietnam (ed.), 2006. ISBN 978-981-234-984-2
- D. R. Sardesai, Vietnam, Trials and Tribulations of a Nation Long Beach Publications, 1988. ISBN 978-0-941910-04-0
- Ngô Vǎn Doanh, Champa: Ancient Towers, Hanoi: Thế Giới Publishers, 2006.
- Ngô Vǎn Doanh, Mỹ Sơn Relics, Hanoi: Thế Giới Publishers, 2005.
- Scott Rutherford, Insight Guide - Vietnam (ed.), 2006. ISBN 978-981-234-984-2
- 喬治·馬司培羅. . 馮承鈞 譯. 台灣: 臺灣商務印書館（民國62）（1973） （中文）.
- 馬伯樂（喬治·馬司培羅的另一譯名）. . 馮承鈞 譯　. 北京: 中華書局（2004）. ISBN 7101042228 （中文）.